# 新西蘭無稜海龍
新西蘭無稜海龍（学名：Lissocampus filum），為輻鰭魚綱棘背魚目海龍魚科无棱海龙属的其中一種，分布於西南太平洋的紐西蘭海域，棲息深度可達6公尺，體長可達10.7公分，棲息在海藻床，卵胎生。